# Brommella falcigera
Brommella falcigera là một loài nhện trong họ Dictynidae.
Brommella falcigera được Balogh miêu tả năm 1935 dưới danh pháp Lathys falcigera cho mẫu vật thu tại đồi Sashegy ở tây nam Budapest, Hungary. Năm 1964 Braun chuyển nó sang chi Brommella.

## Phân bố và môi trường sống
Loài này được ghi nhận tại Bắc Âu (Nau Uy, Thụy Điển, Phần Lan), Trung Âu, Đông Âu và Nam Âu (Áo, Ba Lan, Bulgaria, Cộng hòa Séc, Đức, Italia, Hungary, Montenegro, Romania, Serbia, Slovakia, Thụy Sĩ, Ucraina) và Thổ Nhĩ Kỳ.
Các mẫu vật của B. falcigera xuất hiện trong thảm lá mục của rừng cây lá kim và cây lá sớm rụng, đôi khi dưới đá và trong các khe đá nứt. B. falcigera cũng đã được ghi nhận tại các khu rừng vân sam, thông và sồi cũng như các rừng cử-sồi tại các điểm nhiều nắng hoặc có bóng râm. Do đó, B. faleigera là loài có phổ rộng các yêu cầu sinh thái.

## Đặc điểm
Chân xúc giác của con đực với mấu xương chày đặc trưng. Phần đầu ngực màu nâu vàng, vùng mắt màu hơi đen. Tấm ngực màu nâu vàng, với rìa sẫm. Chân kìm màu nâu vàng. Chân màu nâu vàng. Phần bụng màu nâu ánh vàng, đôi khi có những hình chữ V không rõ nét. Chiều dài cơ thể con đực: 1,5 mm. Chiều dài cơ thể con cái: 2,0 mm.